# Industriezone Gullegem-Moorsele
De industriezone Gullegem-Moorsele is een vrij omvangrijk (oppervlakte 147 hectare) industriegebied gelegen op het grondgebied van Gullegem en Moorsele, twee deelgemeentes van Wevelgem in de Belgische provincie West-Vlaanderen. Het terrein is gelegen in een sterk verstedelijkt gebied in het zuiden van West-Vlaanderen en behoort tot de in oppervlakte drie grootste industriezones van het arrondissement Kortrijk, samen met het terrein Heule-Kuurne en Waregem-Vijverdam, die respectievelijk 201,1 hectare en 112,1 hectare meten.
Grote bedrijven op de industriezone zijn LVD (den LVD), Boal Belgium nv, Vanca Belgium nv, Haemers nv, Devalin nv, Inter-Tegel, Castellins, Seuropac bvba, GVI bvba, Vibol NV
Het eerste bedrijf kwam er in 1959. In de volgende decennia groeide het terrein steeds verder. Heden (2007) is een nieuwe uitbreiding aan de gang.